# Herbert Pérez (taekwondo)
Herbert Pérez es un deportista estadounidense que compitió en taekwondo.
Ganó dos medallas en el Campeonato Mundial de Taekwondo en los años 1987 y 1991, y dos medallas en el Campeonato Panamericano de Taekwondo en los años 1986 y 1988. En los Juegos Panamericanos consiguió dos medallas en los años 1987 y 1991.

## Palmarés internacional
| Campeonato Mundial      | Campeonato Mundial            | Campeonato Mundial | Campeonato Mundial |
| Año                     | Lugar                         | Medalla            | Categoría          |
| ----------------------- | ----------------------------- | ------------------ | ------------------ |
| 1987                    | Barcelona (España)            | Medalla de bronce  | –83 kg             |
| 1991                    | Atenas (Grecia)               | Medalla de bronce  | –83 kg             |
| Juegos Panamericanos    |                               |                    |                    |
| Año                     | Lugar                         | Medalla            | Categoría          |
| 1987                    | Indianápolis (Estados Unidos) | Medalla de oro     | –83 kg             |
| 1991                    | La Habana (Cuba)              | Medalla de plata   | –83 kg             |
| Campeonato Panamericano |                               |                    |                    |
| Año                     | Lugar                         | Medalla            | Categoría          |
| 1986                    | Guayaquil (Ecuador)           | Medalla de oro     | –83 kg             |
| 1988                    | Lima (Perú)                   | Medalla de oro     | –83 kg             |